# Protoplectron pallidum
Protoplectron pallidum is een insect uit de familie van de mierenleeuwen (Myrmeleontidae), die tot de orde netvleugeligen (Neuroptera) behoort. 
Protoplectron pallidum is voor het eerst wetenschappelijk beschreven door Banks in 1910.